# Fait divers
Een fait divers (vertaald vanuit het Frans: "divers feit") is een term die in de journalistiek gebruikt wordt om een evenement aan te geven dat niet gerubriceerd kan worden binnen de classificatie die in nieuwsmedia gebruikelijk zijn (internationaal nieuws, binnenlands nieuws, economie etc.), en die derhalve bijeengeveegd worden onder deze noemer zonder dat er een verder verband tussen deze artikelen bestaat. Het betreft hier meestal humaninterestjournalistiek over gebeurtenissen van een veelal tragische of opmerkelijke aard, zoals misdaad, ongelukken etcetera. De Franse filosoof Roland Barthes heeft het verschijnsel ontleed en benadrukte het immanente karakter van deze rubriek.